# عبد الحميد عواد
عبد الحميد عواد هو صحفي وسياسي مغربي ونائب برلماني سابق وُلد في مدينة الرباط في المغرب، وكان وزيرًا مكلفًا بوزارة التوقعات الاقتصادية والتخطيط في حكومة رئيس الوزراء المغربي الراحل عبد الرحمن اليوسفي.

## مسيرته المهنية
بدأ عبد الحميد عواد مسيرته المهنية بالعمل في مجال الصحافة، وظل يتدرج في المناصب حتى أصبح مديرا لصحيفة لوبينيون في الفترة ما بين عامي 1970 و1974، ثُم عُيّن في عام 1998 وزيرًا منتدبًا مسؤولًا عن وزارة التوقعات الاقتصادية والتخطيط المغربية في حكومة رئيس الوزراء المغربي السابق عبد الرحمن اليوسفي، كما انتُخب عضوًا في البرلمان المغربي ونائبًا عن دائرة الرباط - المحيط حتى عام 2007. كان عبد الحميد عواد عضوًا بحزب الاستقلال.